# Fresnel-Zahl
Die Fresnel-Zahl F, benannt nach dem Physiker Augustin Jean Fresnel, ist eine dimensionslose Kennzahl, die in der Optik, besonders bei der Beugung, Verwendung findet. Sie beschreibt, wie stark die Beugung eines Lichtstrahls an einer Blende ist.
Für eine elektromagnetische Welle, die durch eine Blende geht und auf einen Schirm trifft, ist die Fresnel-Zahl F definiert als
{\displaystyle F={\frac {a^{2}}{L\cdot \lambda }}}
mit
- a die charakteristische Größe der Blende (z. B. ihr Radius)
- L die Entfernung des Schirmes zur Blende
- λ die Wellenlänge.

Abhängig vom Wert von F kann man folgende Fälle unterscheiden:
- {\displaystyle F\ll 1}: Fraunhofer-Beugung (z. B. Blende a sehr klein oder Strahlverlauf im Fernfeld, d. h. Entfernung L sehr groß)
- {\displaystyle F\approx 1}: Fresnel-Beugung
- {\displaystyle F\gg 1}: geometrische Optik (z. B. Blende a sehr groß oder Strahlverlauf im Nahfeld, d. h. Entfernung L sehr klein).